# 秕
| ウィキペディアには「秕」という見出しの百科事典記事はありません（タイトルに「秕」を含むページの一覧/「秕」で始まるページの一覧）。 代わりにウィクショナリーのページ「秕」が役に立つかもしれません。 |